# Anno Hamacher
Anno Hamacher (* 26. Januar 1967 in Wesel) ist ein deutscher Jurist. Er ist seit dem 1. Dezember 2021 Richter am Bundesarbeitsgericht.

## Leben und Wirken
Hamacher schloss seine juristische Ausbildung mit der zweiten juristischen Staatsprüfung 1996 in Düsseldorf ab. Von 1996 bis 1999 war er wissenschaftlicher Mitarbeiter an der Fernuniversität Hagen. Dort wurde er 1999 promoviert. Nach einer Tätigkeit als Rechtsanwalt trat er im Juni 2000 in die Arbeitsgerichtsbarkeit des Landes Nordrhein-Westfalen ein. Dort war er an verschiedenen Arbeitsgerichten tätig. 2013 wurde er zum Direktor des Arbeitsgerichts Solingen ernannt. Hamacher war von Januar 2019 bis März 2021 als wissenschaftlicher Mitarbeiter an das Bundesarbeitsgericht abgeordnet.
Zum 1. Dezember 2021 wurde Hamacher zum Richter am Bundesarbeitsgericht berufen. Anfangs dem Achten Senat zugewiesen, erfolgte am 1. Februar 2022 seine Zuteilung zum Siebten Senat.